# Mircea Lucescu
Mircea Lucescu (wym. [ˈmirt͡ʃe̯a luˈt͡ʃesku]; ur. 29 lipca 1945 w Bukareszcie) – rumuński piłkarz, w czasie kariery zawodniczej występujący na pozycji napastnika, oraz trener piłkarski. Z wykształcenia jest ekonomistą, absolwentem Akademii Ekonomicznej w Bukareszcie.
Jako zawodnik przez czternaście lat bronił barw Dinama Bukareszt. Po zakończeniu piłkarskiej kariery rozpoczął pracę szkoleniową. Pierwsze kroki w tym zawodzie stawiał jako selekcjoner reprezentacji Rumunii, z którą jako pierwszy w historii awansował do mistrzostw Europy, oraz trener Dinama Bukareszt (mistrzostwo Rumunii). Od lat 90 XX wieku pracuje głównie za granicą. Przez prawie osiem lat prowadził drużyny z Włoch (w tym Inter Mediolan), jednak największe osiągnięcia zanotował z zespołami z Turcji i Ukrainy. Zdobył z nimi mistrzostwa tych krajów (łącznie siedem) oraz wygrywał rozgrywki międzynarodowe. Z Galatasaray SK wywalczył Superpuchar UEFA, a z Szachtarem Donieck Puchar UEFA.
W rankingu IFFHS na najlepszego trenera piłkarskiego na świecie w latach 1996–2010 zajął 46. miejsce, ex aequo ze swoim rodakiem Anghelem Iordănescu. W podobnym zestawieniu, obejmującym lata 2001–2010, był 31.
Jest ojcem Răzvana Lucescu, byłego piłkarza i trenera, selekcjonera reprezentacji Rumunii w latach 2009–2011.

## Kariera szkoleniowa
Dość niespodziewanie, bez wcześniejszego doświadczenia w pracy szkoleniowej, został w 1982 roku selekcjonerem reprezentacji Rumunii. Dwa lata później świętował z nią pierwszy w historii awans do mistrzostw Europy. Mimo słabego występu na Euro 1984, niespełna 40 letni szkoleniowiec zachował stanowisko, głównie dlatego, że cieszył się ogromnym poparciem piłkarzy i kibiców. Z posady trenera kadry został zwolniony w 1986 roku po przegranych eliminacjach do Mistrzostw Świata 1986.
Przez cztery lata był szkoleniowcem Dinama Bukareszt, z którym w 1990 roku, zdobywając mistrzostwo Rumunii, przełamał trwającą od kilku lat ligową hegemonię Steauy Bukareszt.
Od 1990 roku pracuje za granicą (z krótkimi epizodami w Rapidzie Bukareszt). Lata 90 XX w. spędził we Włoszech, ale w kraju nad Tybrem powodziło mu się różnie. Dwukrotnie prowadzone przez niego drużyny spadały z Serie A (Pisa Calcio w sezonie 1990-91 i Brescia Calcio w sezonie 1992-93), ale i dwukrotnie do włoskiej ekstraklasy awansował z Brescią. W 1999 roku został trenerem Interu. W Mediolanie spędził jednak niespełna cztery miesiące i po słabych wynikach został zastąpiony przez Anglika Roya Hodgsona.
Największy sukces w karierze według Mircei: nie Galatasaray czy Szachtar, ale zwycięstwo nad Włochami w 1983.
W czasie pracy w Brescii miał także sprowadzić innego swojego rodaka, Florin Răducioiu.

### 1981–1986: reprezentacja Rumunii
36 letni Lucescu otrzymał nominację na selekcjonera kadry jesienią 1981, kiedy jego poprzednikowi, Valentinowi Stănescu, nie udało się awansować do Mundialu 1982. Rumuni w eliminacjach do tego turnieju zajęli trzecie miejsce, za Węgrami i Anglią, z którą wprawdzie wygrali w Bukareszcie 2:1, ale z powodu słabszych występów w pozostałych meczach nie awansowali na mistrzostwa. Lucescu w roli trenera kadry zadebiutował w ostatnim spotkaniu kwalifikacji: zremisowanym 0:0 ze Szwajcarią.

### 1985–1990: Dinamo Bukareszt
| 1985–1986 | L | 1–0       |
|           | L | 1–2       |
|           | P | 0–1       |
| 1986–1987 | L | 3–0       |
|           | L | 1–1       |
|           | P | 1–0       |
| 1987–1988 | L | 0–0       |
|           | L | 3–3       |
|           | P | przerwany |
| 1988–1989 | L | 0–0       |
|           | L | 2–1       |
|           | P | 1–0       |
| 1989–1990 | L | 0–3       |
|           | L | 2–2       |
|           | P | 4–6       |

W listopadzie 1985 Lucescu, który był jeszcze selekcjonerem reprezentacji Rumunii, został zatrudniony w charakterze trenera klubowego w Dinamie Bukareszt. Jego władzom zależało na znanym i związanym z drużyną szkoleniowcu, bo coraz ostrzejsza w połowie lat 80 XX w. stawała się rywalizacja ze Steauą Bukareszt. Oba kluby były popierane i finansowane przez konkurujące ze sobą czynniki polityczne: Steauę wspierała rodzina dyktatora Nicolae Ceaușescu i przedstawiciele rumuńskiego wojska, a Dinamo MSW i Securitate. Kiedy w 1985 Steaua odzyskała po siedmioletniej przerwie tytuł mistrza kraju, działacze Dinama postanowili wzmocnić zespół nowymi piłkarzami oraz trenerem Lucescu, cieszącym się dużą popularnością w Rumunii i nie związanym z rodziną Ceaușescu. Kilka miesięcy później, we wrześniu 1986, mimo dobrych wyników drużyny narodowej, Lucescu został zwolniony z funkcji selekcjonera. Jego miejsce zajął były trener Steauy Emeric Jenei. Lucescu oraz niektórzy obserwatorzy sugerowali, że za dymisją szkoleniowca stała rodzina Ceaușescu.
Kilka tygodni przed otrzymaniem wypowiedzenia Lucescu zdobył pierwsze trofeum jako trener Dinama. Po pokonaniu Steauy 1:0 klub wygrał Puchar Rumunii. W kolejnych latach tym rozgrywkom towarzyszyły rozmaite kontrowersje. Trzy razy z rzędu w meczach finałowych mierzyły się ze sobą Dinamo i Steaua, i za każdym razem zwyciężali ci ostatni. Jednak kilkakrotnie podważano uczciwość tych wyników, zarzucając działaczom Steauy kupno meczów. Podobne oskarżenia formułowano w kontekście spotkań ligowych: Steaua zdobyła tytuł mistrza kraju trzy razy z rzędu (1986–1987, 1987–1988 i 1988–1989); za każdym razem kończyła sezon, nie zaznając ani jednej porażki. Dinamo zawsze było drugie. Lucescu od kilku lat mówi wprost, że mistrzostwa Rumunii zostały mu ukradzione przez Steauę. Powiedział m.in.:

W Dinamie mieliśmy bardzo dobrą drużynę. Mogliśmy pokonać każdego, o każdej porze. Kiedy w 1986 zwyciężyliśmy Steauę w finale Pucharu Rumunii, Valentin Ceaușescu w ramach rewanżu wymienił władze federacji piłkarskiej. Niedługo potem zostałem zdymisjonowany ze stanowiska selekcjonera bez podania przyczyny, a Steaua zaczęła kolekcjonować tytuły mistrza kraju.

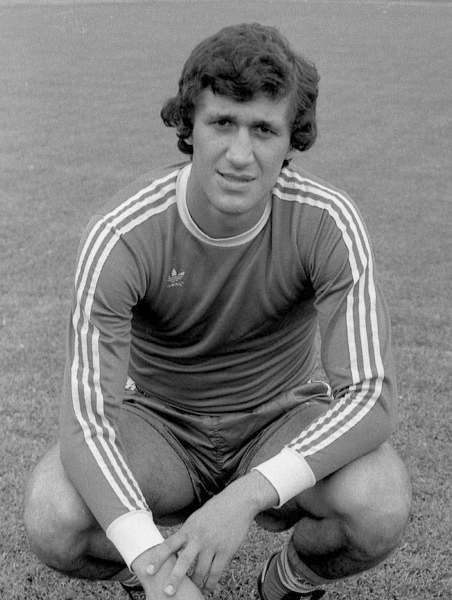
Gwiazdą Dinama w okresie pracy Lucescu był napastnik Rodion Cămătaru

Hegemonię Steauy udało się przełamać dopiero po upadku Ceaușescu: Dinamo odzyskało – po sześcioletniej przerwie – mistrzostwo kraju w sezonie 1989–1990. Te rozgrywki były zresztą najbardziej udane w całym okresie pracy Lucescu w tym klubie. Po wysokim zwycięstwie (6:4) nad Steauą Rumun zdobył wtedy drugi w swojej trenerskiej karierze Puchar Rumunii, a także zanotował pierwszy poważny sukces międzynarodowy. W rozgrywkach Pucharu Zdobywców Pucharów 1989–1990 Dinamo dotarło do półfinału. Po drodze pokonało albański Dinamo Tirana, grecki Panathinaikos Ateny oraz jugosłowiański Partizan Belgrad, w którego barwach grali wówczas m.in. Predrag Mijatović i Zlatko Zahovič. W dwumeczu półfinałowym klub Lucescu okazał się słabszy od belgijskiego RSC Anderlechtu (0:1 i 0:1). Obok półfinału Pucharu Europy Mistrzów Klubowych 1983–1984 jest to najlepszy wynik w historii Dinama. Chociaż rozgrywki 1989–1990 okazały się najlepsze, to klub z Bukaresztu pod wodzą Lucescu już wcześniej dobrze sobie radził w grach międzynarodowych: w pierwszych czterech latach jego pracy dochodził odpowiednio do 1/16 finału (1986–1987 i 1987–1988) oraz ćwierćfinału (1988–1989) Pucharu Zdobywców Pucharów.

„Dla mnie Lucescu to jeden z najlepszych trenerów świata. Jedynym jego problemem i zarazem pechem było to, że nie miał okazji trenować naprawdę dobrej drużyny.”

W okresie pracy w Dinamie Lucescu zbudował zespół w dużej mierze wokół reprezentantów Rumunii, z którymi współpracował jako selekcjoner. Spośród uczestników Euro 1984 w Dinamie w latach 1985–1990 grali: bramkarz Dumitru Moraru, obrońcy Ioan Andone, Mircea Rednic, Michael Klein i Ion Zare, napastnicy Rodion Cămătaru, Marin Dragnea i Ionel Augustin. Rumun wprowadzał do pierwszej jedenastki także zawodników młodego pokolenia: w kadrze Dinama na sezon 1989–1990 znaleźli się bramkarz Bogdan Stelea, pomocnik Ioan Lupescu i napastnik Florin Răducioiu, czyli zawodnicy z podstawowego składu reprezentacji na Mundial 1994, na którym Rumunia doszła do ćwierćfinału. Gwiazdą w tym okresie był jednak Cămătaru, który zasłynął tym, że w 1987 zdobył Europejski Złoty But za strzelenie 44 bramek w 33 meczach; w późniejszych latach wielokrotnie zresztą podważano uczciwość tego wyczynu. Asystentem Lucescu był w tym okresie Florin Cheran, były piłkarz Dinama.
W późniejszych latach kilkakrotnie pojawiały się informacje, że Lucescu powróci do pracy w Dinamie. Według mediów władze klubu były blisko pozyskania Rumuna jesienią 2008, kiedy Lucescu był o krok od zwolnienia z Szachtara Donieck. Miano mu zaoferować olbrzymie pełnomocnictwa, w tym decydowanie o transferach i udział w akcjonariacie klubu, a w zamian Lucescu miał awansować z klubem do Ligi Mistrzów. Trener powiedział, że jest skłonny przyjąć tę propozycję, jednak najpierw musi wypełnić kontrakt z Szachtarem, który obowiązywał do lata 2009. Wtedy jednak ukraińska drużyna zdobyła Puchar UEFA i oferta z Dinama straciła na aktualności. Chociaż wówczas wyraził zainteresowanie powrotem do Dinama, to już dwa lata później stanowczo stwierdził, że nie wyobraża sobie ponownej pracy w tym klubie.

### 1998–1999: Inter Mediolan

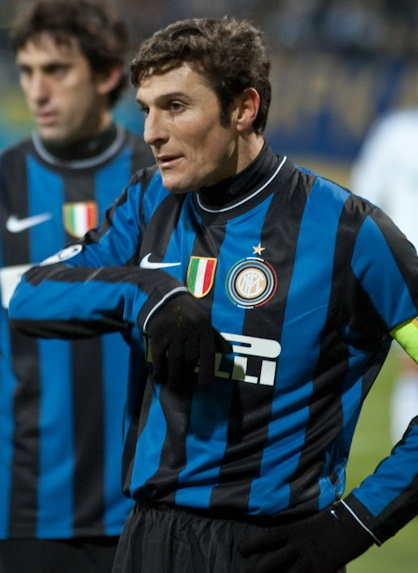
Jednym z piłkarzy, z którymi współpracował Lucescu w Interze, był Javier Zanetti

Zatrudnieniu Rumuna w Interze Mediolan w grudniu 1998 towarzyszyły kontrowersje. Lucescu zastąpił bowiem na stanowisku pierwszego trenera 60-letniego Luigiego Simoniego w tym samym dniu, w którym otrzymał on nagrodę dla najlepszego trenera Serie A. Simoni doprowadził Inter do zwycięstwa w finale Pucharu UEFA 1998. Kiedy odchodził, klub był na piątym miejscu w tabeli włoskiej ekstraklasy ze stratą siedmiu punktów do lidera, ACF Fiorentiny. Kilka dni wcześniej jego podopieczni zapewnili sobie awans do ćwierćfinałów Pucharu Włoch oraz Ligi Mistrzów, po zwycięstwie 3:1 z Realem Madryt. Oficjalną przyczyną niespodziewanego zwolnienia Simoniego był mało efektowny styl gry Interu.
Dziennikarze przypominali, że w żadnym z poprzednich włoskich zespołów Lucescu sobie nie poradził. Rumun odpierał te zarzuty, mówiąc, że należy go oceniać po obecnych wynikach. Według umowy, jaką zawarł z prezesem Interu, Massimo Morattim, miał prowadzić klub przez pół roku, do lipca 1999, a potem zostać szkoleniowcem drużyny młodzieżowej. Jego miejsce w pierwszym zespole miał zająć Marcello Lippi.

„Lucescu ma silną osobowość, jest świetnym fachowcem i – co najważniejsze – gwarantuje zmianę stylu gry na bardziej ofensywny.”

Lucescu otrzymał szansę pracy w klubie, w którym w sezonie 1998–1999 grali m.in. reprezentanci Włoch (Gianluca Pagliuca, Giuseppe Bergomi i Roberto Baggio), Francji (Youri Djorkaeff), Argentyny (Diego Simeone i Javier Zanetti), Chile (Iván Zamorano) i Portugalii (Paulo Sousa). Gwiazdą zespołu był 23-letni Brazylijczyk Ronaldo, wicemistrz świata z 1998. Piłkarzem, z którym Rumun szczególnie dobrze się rozumiał, był Roberto Baggio; zaprosił go nawet do Rumunii na polowanie na gęsi. Lucescu od razu zapowiedział, że od swoich zawodników będzie wymagał większej skuteczności i widowiskowości, zmienił także ustawienie na bardziej ofensywne 3-4-3 lub 3-5-2. Z dwoma napastnikami Inter wystąpił w pierwszym meczu pod wodzą Lucescu; na San Siro jego podopieczni w spotkaniu ligowym wygrali 4:1 z AS Romą. Dziennikarze zauważyli, że doszło wtedy do niecodziennej sytuacji, ponieważ oba włoskie kluby prowadzili trenerzy ze wschodu Europy (szkoleniowcem Romy był Czech Zdeněk Zeman).
Jednak w kolejnych grach Inter wygrywał znacznie rzadziej; od stycznia do marca 1999 klub z Mediolanu rozegrał trzynaście meczów w Serie A, z czego zwyciężył tylko w czterech (trzy remisy i sześć porażek). Z głównymi rywalami w walce o mistrzostwo kraju piłkarze Lucescu albo przegrywali (0:1 z S.S. Lazio) albo remisowali (0:0 z Juventusem i 2:2 z A.C. Milanem). Chociaż wyniki nie były najlepsze, to raczej nie kwestionowano efektownego stylu gry; jak pisał polski dziennikarz po zwycięstwie Interu 5:2 nad S.S. Lazio w ćwierćfinale Pucharu Włoch: „Lucescu obiecywał kibicom widowiskową grę i słowa dotrzymał”. W zwycięskich spotkaniach ligowych mediolańczycy wygrywali dużą ilością bramek (4:1 z Romą, 6:2 z AC Venezią, 5:1 z Cagliari Calcio i 5:1 z FC Empoli).
Do słabych występów doszły także problemy dyscyplinarne. Lucescu wyrzucił z drużyny Portugalczyka Paulo Sousę, który powiedział mediom, że piłkarze nie wiedzą właściwie, jak mają grać. Także dziennikarze zwracali uwagę na to, że „Inter posiada wielu gwiazdorów światowego futbolu, ale nie tworzą oni rozumiejącego się kolektywu”. Kilka dni po wyrzuceniu Sousy, 21 marca 1999, zawodnicy przegrali 0:4 w meczu ligowym z Sampdorią; trener natychmiast podał się do dymisji. Zostawił Inter na dziewiątym miejscu w tabeli. Inter nie tylko zawodził w lidze, ale także odpadł – po porażce w dwumeczu z Manchesterem United (0:2 i 1:1) – z ćwierćfinału Ligi Mistrzów. Jedynym osiągnięciem Rumuna w czasie jego trzymiesięcznej pracy w Mediolanie był awans do półfinału Pucharu Włoch. Po latach trener przyznał, że w całej swojej karierze żałuje najbardziej rozstania z Interem.
Dla Lucescu było to jednocześnie pożegnanie z Serie A, bo już nigdy później nie pracował w żadnym włoskim klubie. O futbolu z Italii nie ma zresztą dobrego zdania. W 2003 powiedział:

Kiedy sędzia rozpoczyna mecz, drużyny na całym świecie dążą do zdobycia bramki. Ale nie we Włoszech, bo tam oba zespoły przystępują natychmiast do heroicznej obrony rezultatu 0:0.

### 2000–2004: Galatasaray SK i Beşiktaş JK
Latem 2000 Lucescu przyjął propozycję Galatasaray SK, czyli klubu, który kilka tygodni wcześniej – jako pierwszy z Turcji – wygrał rozgrywki międzynarodowe (Puchar UEFA). Jego poprzednik Fatih Terim po czterech udanych latach pracy w Stambule wyjechał do Włoch i został szkoleniowcem ACF Fiorentiny. Według dziennikarzy Rumun miał zarabiać tyle, co Terim, czyli blisko 1 milion marek niemieckich. W porównaniu z drużyną, którą prowadził Turek, z najważniejszych graczy zdecydował się odejść tylko napastnik Hakan Şükür (do Interu Mediolan), ale jego miejsce zajął utytułowany Brazylijczyk Mário Jardel z FC Porto. W Stambule pozostali bramkarz Cláudio Taffarel, reprezentanci Turcji (Emre Belözoğlu, Bülent Korkmaz, Ümit Davala i Hasan Şaş) oraz rodacy Lucescu, Gheorghe Hagi i Gheorghe Popescu. Zresztą – jak sugerowali niektórzy dziennikarze – Rumun został trenerem Galatasaray właśnie z rekomendacji Hagiego i Popescu, bowiem początkowo faworytem działaczy był Francuz Luis Fernández. Wzbudziło to obawy, czy ich wpływ na szkoleniowca nie będzie zbyt duży i czy dominacja Rumunów nie zakończy się tak, jak przygoda Lucescu z Brescią Calcio (spadek do Serie B).

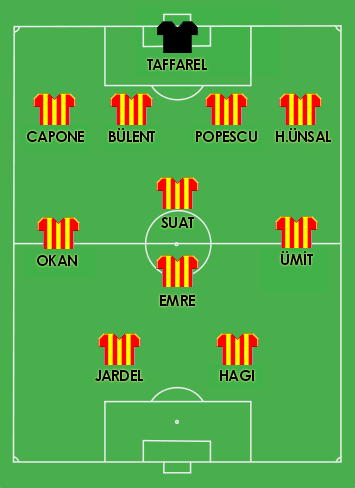
Ustawienie Galatasaray w meczu z Realem Madryt o Superpuchar Europy

Początek pracy Lucescu w Stambule był bardzo dobry; w jednym tygodniu klub awansował do fazy grupowej Ligi Mistrzów oraz wygrał 2:1 z Realem Madryt w meczu o Superpuchar Europy. Galatasaray zdobył to trofeum jako pierwszy w historii zwycięzca Pucharu UEFA. Lucescu powiedział, że zespół turecki wygrał zasłużenie, choć wyraźnie sprzyjało mu szczęście. Odniósł się także do swojego poprzednika:

Chciałbym jeszcze powiedzieć, że część sukcesu należy przypisać Fatihowi Terimowi

Dobrą passę klub utrzymał przez całą jesień 2000. Awansował do drugiej rundy Ligi Mistrzów, wyprzedzając Rangers i AS Monaco, a w lidze tureckiej po rundzie jesiennej zajmował pierwsze miejsce, mimo porażki w meczu derbowym (1:3) z Beşiktaşem JK. Dotarł też do półfinału Pucharu Turcji (ostatecznie przegrał w nim po rzutach karnych z Fenerbahçe SK). Ostatecznie wyniki w grach Ligi Mistrzów okazały się najlepsze w całej historii Galatasaray; klub wygrał rozgrywki grupowe drugiej rundy (wyprzedził A.C. Milan i Paris Saint-Germain) i zagrał w ćwierćfinale. Jego rywalem był Real Madryt, w którego składzie grali wówczas m.in. Iker Casillas, Roberto Carlos, Raúl, Steve McManaman i Luís Figo. W pierwszym meczu turecki zespół po pierwszej połowie przegrywał 0:2, ale – jak pisał dziennikarz – „po zmianie stron podopieczni Lucescu pokazali klasę i charakter”, i strzelili trzy bramki. Jednak w spotkaniu rewanżowym w Madrycie przegrali 0:3. Nigdy później żadnemu innemu trenerowi Galatasaray nie udało się dojść z tym klubem tak wysoko w Lidze Mistrzów.
| Osiągnięcia Lucescu w klubach tureckich (2000–2004) | Osiągnięcia Lucescu w klubach tureckich (2000–2004) | Osiągnięcia Lucescu w klubach tureckich (2000–2004) | Osiągnięcia Lucescu w klubach tureckich (2000–2004) | Osiągnięcia Lucescu w klubach tureckich (2000–2004) |
| Klub                                                | Sezon                                               | Süper Lig                                           | Puchar Turcji                                       | rozgrywki europejskie                               |
| --------------------------------------------------- | --------------------------------------------------- | --------------------------------------------------- | --------------------------------------------------- | --------------------------------------------------- |
| GAL                                                 | 2000–2001                                           | 2.                                                  | półfinał                                            | Superpuchar Europy, ćwierćfinał LM                  |
| GAL                                                 | 2001–2002                                           | 1.                                                  | runda eliminacyjna                                  | 1/8 finału LM                                       |
| BEŞ                                                 | 2002–2003                                           | 1.                                                  | ćwierćfinał                                         | ćwierćfinał PU                                      |
| BEŞ                                                 | 2003–2004                                           | 3.                                                  | 1/16 finału                                         | runda grupowa LM, III runda PU                      |

Dobrym występom na arenie europejskiej nie towarzyszyły udane mecze w lidze. Galatasaray po raz pierwszy od pięciu lat nie zdołał obronić tytułu mistrzowskiego, ponadto w ciągu sezonu piłkarze tego klubu byli bohaterami kilku skandali. Mário Jardel głośno domagał się wpisania na listę transferową (otrzymał propozycję przejścia do Benfiki Lizbona), a kapitan Gheorghe Hagi w spotkaniu z Gençlerbirliği SK opluł i znieważył sędziego. Sam Lucescu zasłynął z ostrych wypowiedzi o arbitrach; kiedy po meczu drugiej rundy Ligi Mistrzów z Deportivo La Coruña Niemiec Hartmut Strampe pokazał czerwoną kartkę dla tureckiego piłkarza i podyktował rzut karny dla Hiszpanów, Rumun powiedział, że „to nie Strampe prowadził mecz, lecz tłum kibiców na trybunach”.
Niepowodzenie w rozgrywkach ligowych spowodowało, że z klubu zaczęli odchodzić najważniejsi do tej pory piłkarze. W okresie przygotowawczym do sezonu 2001–2002 Galatasaray sprzedało bramkarza Cláudia Taffarela, napastnika Mário Jardela, rozgrywającego Emre Belözoğlu, a nieco później także Gheorghe Popescu, Ümita Davalę i Hakana Ünsala. Latem 2001 piłkarską karierę zakończył natomiast Gheorghe Hagi. Lucescu był jednym z trzech byłych selekcjonerów (obok Anghela Iordănescu i Emerica Jeneia), prowadzących reprezentację Rumunii przeciw Reszcie Świata w jego pożegnalnym benefisie. Listę nowych zawodników otwierał rodak trenera, Radu Niculescu, oraz trzech Kolumbijczyków: Faryd Mondragón, Jersson González i Gustavo Victoria.
W czasie meczu Ligi Mistrzów 2001–2002 z AS Roma doszło do zamieszek na stadionie. Miał w nich ucierpieć także trener Lucescu, uderzony przez jednego z włoskich policjantów.
Kilka miesięcy później jego nazwisko pojawiło się w kontekście pracy selekcjonera reprezentacji Rumunii po tym, jak zdymisjonowano Victora Pițurkę, mimo iż wywalczył on awans do Euro 2000. Trener został odwołany z inicjatywy Gheorghe Hagiego i innych starszych piłkarzy. W gronie jego następców wymieniano Lucescu, Anghela Iordănescu i Ladislaua Bölöniego, jednak działacze wybrali 63-letniego Emerica Jeneia.

„Trener Lucescu nie akceptuje porażek. Jeśli coś nam nie wyjdzie, wylewa nam na głowy pomyje, miesza z błotem.”

### 2004–2016 Szachtar Donieck

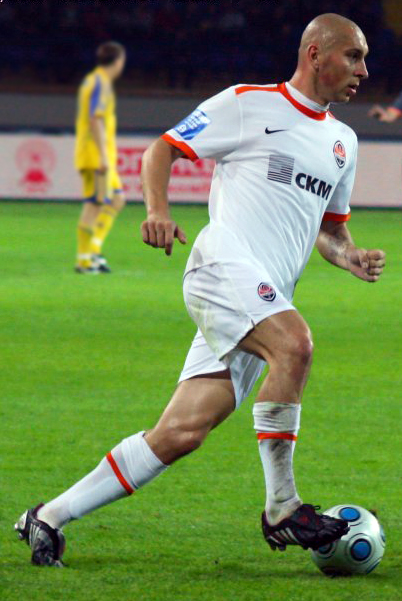
Jeden z Polaków, z którym współpracował Lucescu – Mariusz Lewandowski.

Na początku pracy w Szachtarze wyraził zainteresowanie sprowadzeniem swojego rodaka, Adriana Mutu, który został zawieszony przez Chelsea FC za stosowanie narkotyków.
W Szachtar bardzo duże pieniądze inwestował Rinat Achmetow; przed sezonem 2006–2007 tylko na transfery wydał ponad 100 milionów dolarów. Jak mówił Mariusz Lewandowski, Polak grający w Szachtarze w latach 2001–2010, „zwycięstwa na Ukrainie przestały Achmetowowi wystarczać. Mieliśmy pokazać się w Europie, sprawić, żeby o Doniecku było głośno nie tylko na wschodzie.”.
Lucescu długo nie potrafił przekonać do siebie właściciela Szachtara, Rinata Achmetowa. Wielokrotnie w mediach pojawiały się informacje o planach jego zwolnienia. Najbliżej dymisji Rumun był jesienią 2008, kiedy Szachtar odpadł z Ligi Mistrzów, a w lidze po rundzie jesiennej zajmował dopiero piąte miejsce. Dziennikarze przypominali, że podobna sytuacja miała miejsce rok wcześniej, kiedy Szachtar zajął ostatnie miejsce w grupie w Lidze Mistrzów, a piłkarze publicznie mówili o „braku atmosfery w drużynie”. Lucescu przetrwał na stanowisku oba te kryzysy.
Dziennikarze podkreślali, że Lucescu buduje Szachtar według wzorca: napastników i ofensywnych pomocników sprowadza z Brazylii, a bramkarzy, obrońców i pomocników defensywnych z Europy Środkowo-Wschodniej. Szachtar dotarł do ćwierćfinału Ligi Mistrzów 2010–2011, w którym przegrał z późniejszym zwycięzcą rozgrywek, FC Barceloną (1:5 i 0:1). Była to już piąta konfrontacja między tymi zespołami w ostatnich latach.
Po niespodziewanej dymisji Myrona Markewicza ze stanowiska selekcjonera reprezentacji Ukrainy jesienią 2010, Lucescu był jednym z głównych kandydatów na jego następcę.
21 maja 2016 roku po wygraniu w ostatnim meczu sezonu Pucharu Ukrainy opuścił doniecki klub.

### 2016–2017 Zenit Petersburg
24 maja 2016 roku podpisał dwuletni kontrakt z zespołem rosyjskiej ligi – Zenitem. W maju 2017 roku rozstał się z klubem z powodu niewystarczających wyników zespołu.

### Od 2017 reprezentacja Turcji
W sierpniu 2017 Lucescu został oficjalnie ogłoszony selekcjonerem reprezentacji Turcji.

## Odznaczenia
- Order „Za zasługi” III klasy: 2006[71]
- 22 maja 2009 Prezydent Rumunii nadał mu Krzyż Kawalerski Orderu Gwiazdy Rumunii w uznaniu zasług w karierze piłkarskiej i trenerskiej (zwycięstwo w Pucharze UEFA)[72].
- 26 maja 2009 Prezydent Ukrainy nadał mu Order „Za zasługi” II klasy za zwycięstwo w Pucharze UEFA[73]
- tytuł Zasłużonego Mistrza Sportu Ukrainy: 2009[74]
- Order „Za zasługi” I klasy: 2011[75]

## Sukcesy
| Kariera piłkarska - Dinamo Bukareszt: - mistrzostwo Rumunii (4x): 1971, 1973, 1975 i 1977 - Puchar Rumunii: 1968 - reprezentacja Rumunii: - start (faza grupowa) w Mundialu 1970 | Kariera szkoleniowa - Dinamo Bukareszt: - mistrzostwo Rumunii: 1990 - wicemistrzostwo Rumunii (3x): 1987, 1988 i 1989 - Puchar Rumunii (2x): 1986 i 1990 - finał Pucharu Rumunii (3x): 1987, 1988 i 1989 - półfinał Pucharu Zdobywców Pucharów 1989–1990 - Brescia Calcio: - awans do Serie A w sezonach 1991–1992 i 1993–1994 - Rapid Bukareszt: - mistrzostwo Rumunii: 1999 - wicemistrzostwo Rumunii: 2000 - Puchar Rumunii: 1998 - finał Pucharu Rumunii: 1999 - Superpuchar Rumunii: 1999 - Inter Mediolan: - półfinał Pucharu Włoch: 1999 - Galatasaray SK: - mistrzostwo Turcji: 2002 - wicemistrzostwo Turcji: 2001 - półfinał Pucharu Turcji: 2001 - Superpuchar Europy: 2001 - ćwierćfinał Ligi Mistrzów 2000–2001 - 1/8 finału Ligi Mistrzów 2001–2002 - Beşiktaş JK: - mistrzostwo Turcji: 2003 - ćwierćfinał Pucharu UEFA 2002–2003 - Szachtar Donieck (2004–2016): - mistrzostwo Ukrainy (8x): 2005, 2006, 2008, 2010, 2011, 2012, 2013 i 2014 - wicemistrzostwo Ukrainy (4x): 2007, 2009, 2015 i 2016 - Puchar Ukrainy (6x): 2004, 2008, 2011, 2012, 2013, 2016 - finał Pucharu Ukrainy (5x): 2005, 2007, 2009, 2014 i 2015 - Superpuchar Ukrainy (7x): 2005, 2008, 2010, 2012, 2013, 2014 i 2015 - finał Superpucharu Ukrainy (4x): 2004, 2006, 2007 i 2011 - Puchar UEFA 2008–2009 - finał Superpucharu Europy UEFA: 2009 - ćwierćfinał Ligi Mistrzów 2010–2011 - półfinał Liga Europy UEFA 2015–2016 - Zenit Petersburg: - Superpuchar Rosji: 2016 - Dynamo Kijów: - Superpuchar Ukrainy: 2020 - mistrzostwo Ukrainy: 2021 - Puchar Ukrainy: 2021 |  |